# Venice Challenger 1991
Il Venice Challenger 1991 è stato un torneo di tennis facente parte della categoria ATP Challenger Series nell'ambito dell'ATP Challenger Series 1991. Il torneo si è giocato a Venezia in Italia dal 2 all'8 settembre 1991 su campi in terra rossa.

## Vincitori

### Singolare
Carlos Costa ha battuto in finale  Alberto Mancini con il punteggio di 6–3, 7–5

### Doppio
Jordi Arrese /  Francisco Roig hanno battuto in finale  Franco Davín /  Marcelo Filippini con il punteggio di 6–3, 6–2